# بیوک الکترا
بیوک الکترا (Buick Electra) خودرویی است که در سال‌های ۱۹۵۹–۱۹۹۰ در ایالات متحده آمریکا تولید شده‌است.
این خودرو در کلاس خودروی سایز بزرگ قرار گرفته‌است.